# Plukenetia brachybotrya
Plukenetia brachybotrya är en törelväxtart som beskrevs av Johannes Müller Argoviensis. Plukenetia brachybotrya ingår i släktet Plukenetia och familjen törelväxter. Inga underarter finns listade i Catalogue of Life.